# ماه دروغگو
ماه دروغگو (به انگلیسی: Liar's Moon) فیلمی محصول سال ۱۹۸۲ و به کارگردانی دیوید فیشر است. در این فیلم بازیگرانی همچون مت دیلون، سیندی فیشر، کریستوفر کانلی، هویت اکستون، برودریک کرافورد، ایوان دکارلو، سوزان تایرل و ریچارد مول ایفای نقش کرده‌اند.